# Avasfalva
Avasfalva, románul: Brănești, település Romániában, a Bánságban, Temes megyében.

## Fekvése
Lugostól északkeletre, Facsádtól délkeletre, Béganyiresd és Zsupánfalva közt fekvő település.

## története
Avasfalva a középkorban  hol Krassó, hol Hunyad, hol pedig Temes vármegyéhez tartozott.
Nevét 1514-ben Branesth néven említette először oklevél. 1808-ban Branyest, Branyesti, 1888-ban Facsesti, 1913-ban Avasfalva néven írták.
Birtokosai a Hunyadi, Brandenburgi, Jósika és Török családok voltak. A falu a 17. században elpusztult, később románokkal telepítették újra. A 19. században kincstári birtok volt.  
A trianoni békeszerződés előtt Krassó-Szörény vármegye Facsádi járásához tartozott.
1910-ben 667 román, 684 lakosából 8 magyar volt. Ebből 673 görögkeleti ortodox, 9 római katolikus volt.